# Jackson Hopkins
Jackson Paul Lee Hopkins (Fredericksburg, Virginia, Estados Unidos, 1 de julio de 2004) es un futbolista estadounidense que juega como centrocampista en el D.C. United de la Major League Soccer.

## Trayectoria
Pasó un tiempo con la Academia de Desarrollo de Virginia, antes de pasar por las academias del D.C. United y del New York Red Bulls.
El 27 de julio de 2021 apareció en el equipo afiliado del D.C. United en la USL Championship, el Loudoun United FC, entrando como sustituto en el minuto 82 durante la derrota por 3-5 ante el Charleston Battery.
El 13 de abril de 2022 firmó con el D.C. United como el decimoctavo jugador de cantera en la historia del club.

## Estadísticas

### Clubes
Actualizado al último partido disputado el 24 de febrero de 2024.
| Club                             | Div.          | Temporada     | Liga  | Liga  | Copas nacionales | Copas nacionales | Copas internacionales | Copas internacionales | Total | Total |
| Club                             | Div.          | Temporada     | Part. | Goles | Part.            | Goles            | Part.                 | Goles                 | Part. | Goles |
| -------------------------------- | ------------- | ------------- | ----- | ----- | ---------------- | ---------------- | --------------------- | --------------------- | ----- | ----- |
| Loudoun United FC Estados Unidos | 2.ª           | 2021          | 16    | 2     | —                | —                | —                     | —                     | 16    | 2     |
| Loudoun United FC Estados Unidos | 2.ª           | 2022          | 5     | 0     | —                | —                | —                     | —                     | 5     | 0     |
| Loudoun United FC Estados Unidos | 2.ª           | 2023          | 12    | 4     | —                | —                | —                     | —                     | 12    | 4     |
| Loudoun United FC Estados Unidos | Total club    | Total club    | 33    | 6     | 0                | 0                | 0                     | 0                     | 33    | 6     |
| D.C. United Estados Unidos       | 1.ª           | 2022          | 21    | 0     | 1                | 0                | —                     | —                     | 22    | 0     |
| D.C. United Estados Unidos       | 1.ª           | 2023          | 7     | 0     | 2                | 0                | 3                     | 0                     | 12    | 0     |
| D.C. United Estados Unidos       | 1.ª           | 2024          | 1     | 0     | 0                | 0                | —                     | —                     | 1     | 0     |
| D.C. United Estados Unidos       | Total club    | Total club    | 29    | 0     | 3                | 0                | 3                     | 0                     | 35    | 0     |
| Total carrera                    | Total carrera | Total carrera | 62    | 6     | 3                | 0                | 3                     | 0                     | 68    | 6     |

## Palmarés

### Títulos internacionales
| Título                           | Equipo                                 | País     | Año  |
| -------------------------------- | -------------------------------------- | -------- | ---- |
| Campeonato Sub-20 de la Concacaf | Selección sub-20 de los Estados Unidos | Honduras | 2022 |